# Rasshua
« Rasuwa » redirige ici. Pour le district népalais, voir District de Rasuwa.
Raschoua, en russe Расшуа, en japonais 羅処和島, Rasuwa, est une île volcanique de Russie située en mer d'Okhotsk et faisant partie des îles Kouriles, entre les îles de Ketoï au sud-ouest et Matoua au nord-est. Elle constitue le sommet émergé d'un stratovolcan et culmine à 956 mètres d'altitude.

Image satellite de Raschoua.